# Primi ministri dell'Uganda
I primi ministri dell'Uganda dal 1962 (data di indipendenza dal Regno Unito) ad oggi sono i seguenti.

## Lista
| Primo ministro                                          | Primo ministro | Primo ministro       | Partito                           | Mandato           | Mandato           |
| Primo ministro                                          | Primo ministro | Primo ministro       | Partito                           | Inizio            | Fine              |
| ------------------------------------------------------- | -------------- | -------------------- | --------------------------------- | ----------------- | ----------------- |
| Reame del Commonwealth                                  |                |                      |                                   |                   |                   |
|                                                         |                | Milton Obote         | Congresso del Popolo dell'Uganda  | 9 ottobre 1962    | 3 ottobre 1963    |
| Repubblica dell'Uganda                                  |                |                      |                                   |                   |                   |
|                                                         |                | Milton Obote         | Congresso del Popolo dell'Uganda  | 9 ottobre 1962    | 15 aprile 1966    |
| Carica abolita (dal 15 aprile 1966 al 18 dicembre 1980) |                |                      |                                   |                   |                   |
|                                                         |                | Otema Allimadi       | Congresso del Popolo dell'Uganda  | 18 dicembre 1980  | 27 luglio 1985    |
|                                                         |                | Paulo Muwanga        | Indipendente                      | 1º agosto 1985    | 25 agosto 1985    |
|                                                         |                | Abraham Waligo       | Indipendente                      | 25 agosto 1985    | 26 gennaio 1986   |
|                                                         |                | Samson Kisekka       | Movimento di Resistenza Nazionale | 30 gennaio 1986   | 22 gennaio 1991   |
|                                                         |                | George Cosmas Adyebo | Movimento di Resistenza Nazionale | 22 gennaio 1991   | 18 novembre 1994  |
|                                                         |                | Kintu Musoke         | Movimento di Resistenza Nazionale | 18 novembre 1994  | 5 aprile 1999     |
|                                                         |                | Apolo Nsibambi       | Movimento di Resistenza Nazionale | 5 aprile 1999     | 24 maggio 2011    |
|                                                         |                | Amama Mbabazi        | Movimento di Resistenza Nazionale | 24 maggio 2011    | 18 settembre 2014 |
|                                                         |                | Ruhakana Rugunda     | Movimento di Resistenza Nazionale | 18 settembre 2014 | 21 giugno 2021    |
|                                                         |                | Robinah Nabbanja     | Movimento di Resistenza Nazionale | 21 giugno 2021    | in carica         |